# Batalla de Sagunto
La batalla de Sagunto se libró durante la guerra de la Independencia Española enfrentando a los ejércitos español y francés. Supuso una victoria decisiva para los franceses que conllevó un gran efecto estratégico de cara a la posterior conquista de Valencia. El enfrentamiento tuvo lugar el 25 de octubre de 1811 entre los términos de Murviedro y Puzol, 25 km al norte de la ciudad de Valencia. También es conocida como batalla de Puzol o de los Arenales de Puzol.  El mariscal Louis Gabriel Suchet (vencedor de la batalla) la bautizó como la batalla «de Sagunto», siendo este nombre el que figura grabado en los muros exteriores del Arco de Triunfo de París y con el que ha pasado a la historia.

## El sitio de Sagunto
En marzo de 1810, el mariscal Suchet, al mando del 3.er cuerpo del ejército francés (Armée Françoise d’ Aragón), recibió órdenes de acercarse a Valencia, entrando en Murviedro (actual Sagunto) el 4 de marzo. Debido a que la ciudad no estaba fortificada, los saguntinos decidieron someterse, recibiendo a Suchet con toda solemnidad, repique de campanas incluido.
Ese mismo día, Suchet visitó el castillo de Sagunto sobre el cerro que domina la ciudad. Según escribió en sus memorias, no pudo pensar entonces que aquellas ruinas ofrecerían más tarde tanta resistencia durante el sitio a Sagunto.
En Sagunto se unió a Suchet el general Harbert y el 6 de marzo salieron juntos en dirección a Valencia, formando dos columnas. Acamparon en El Puig, a 15 km de Valencia. Sus expectativas eran que Valencia se sublevaría, facilitando la entrada de los franceses a la ciudad, pero este hecho no se produjo y, el 10 de marzo por la noche, se retiraron dirigiéndose a Cataluña, donde conquistaron Lérida, Tortosa y Tarragona.
A finales de 1810, el general inglés Charles William Doyle, dándose cuenta de la importancia estratégica de Sagunto para el avance de los franceses desde Cataluña y Aragón hacia Valencia, indicó al entonces comandante general de la división de operaciones del reino de Valencia, el general Bassecourt, la necesidad de fortificar las ruinas del castillo. Entre enero y mayo de 1811 se acometieron las obras de fortificación y acondicionamiento de la muralla. Según un informe del mayor de ingenieros con fecha de 25 de agosto, el castillo de Sagunto era un campo atrincherado no concluido más que una fortaleza: había varias aberturas en la muralla, baterías sin terminar, carecía de terraplenes y sus flancos estaban sin concluir.
El 25 de agosto de 1811, recibe el mariscal Suchet en Aragón la orden de invadir el Reino de Valencia, con el objetivo de posicionarse lo más cerca posible de la capital para el 15 de septiembre.
El 13 de septiembre, Suchet partió en dirección a Valencia con dos columnas procedentes de Morella y Teruel, dejando siete mil hombres en reserva en Lérida, Montserrat, Tarragona y Aragón. En Cabanes se le unieron las divisiones de Harispe y los napolitanos de Palombini. En total eran alrededor de veintidós mil hombres con caballería y artillería los que marcharon hacia Valencia.
El 21 de septiembre los franceses entraron en Villarreal. El general Joaquín Blake, al frente del 2º ejército español, con cuartel general en Sagunto, se retiró a Valencia con todos sus hombres, dejando un destacamento para la defensa de la plaza. Blake se llevó consigo lo mejor de su ejército, dejando en Sagunto a los soldados más inexpertos, la mayoría recién reclutados, algunos de ellos sin tan siquiera uniformidad.
La tarde del día 22, ante la proximidad del enemigo, entraron en el castillo de Sagunto cinco batallones (unos dos mil novecientos hombres) al mando del coronel Luis María Andriani, nombrado gobernador de la plaza. Disponían de diecisiete cañones (tres de doce libras, dos de ocho y nueve de cuatro) y tres obuses de siete pulgadas, insuficientes para la defensa de la plaza, como demuestra el hecho de que los franceses, una vez conquistada la fortaleza, la dotaran con medio centenar de cañones, muchos de ellos de grueso calibre (dieciséis y veinticuatro libras).
El día 23 Suchet entró en Almenara, a solo 10 km de Sagunto. Desde el castillo de Sagunto vieron avanzar a los franceses hasta situarse en las proximidades de su ciudad. La columna del general Harbert acampó al norte, en el monte del Cabeçol, próximo a la ciudad de Sagunto. El mismo día 23 cruzó el río Palancia y entró en la Villa, montando barricadas y rodeando el cerro del Castillo. La columna del general Harispe acampó al sur de Sagunto, a las faldas de los montes de Gausa. El general Palombini y su división italiana acamparon entre Petrés y Gilet, al noroeste, cerrando el camino que comunicaba con Aragón.
Así, el 23 de septiembre de 1811 comenzó el sitio de Sagunto, recordando al sitio que 2000 años antes había hecho Aníbal y que dio comienzo a la segunda guerra púnica entre Cartago y Roma.

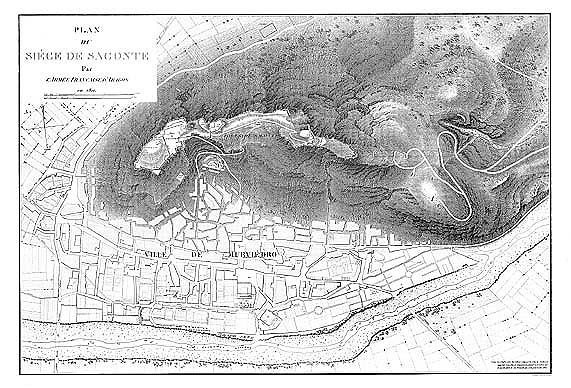
Grabado representando el sitio de Sagunto

Cinco días más tarde, el 28 de septiembre por la noche, los franceses intentaron entrar en el castillo, con resultado fatal para ellos y gran triunfo de los españoles. Tras varios intentos de los franceses de entrar en la fortaleza atacando las zonas más vulnerables, Suchet se dio cuenta de que para poder hacerse con el castillo debían emprender un ataque en toda regla.
Los franceses recibieron refuerzos de artillería desde Tortosa. Así, tras 24 días de sitio, el 17 de octubre a las seis de la mañana los franceses rompieron el fuego con cuatro piezas de veinticuatro libras, cuatro morteros de ocho pulgadas, y cinco obuses. Arrojaron ese día quinientas balas rasas y setecientos proyectiles huecos. La superioridad del fuego francés era tremenda. Los españoles perdieron un cañón de doce libras y un obús.
Al día siguiente se repitió el fuego francés y las tropas invasoras se prepararon para el asalto. Varios ataques de granaderos franceses e italianos apoyados por la artillería fueron repelidos por los defensores españoles. Las pérdidas humanas beneficiaron a los españoles, con 500 muertos franceses frente a 180 españoles. Ante esta nueva derrota, Suchet decidió reforzar la artillería de grueso calibre con cinco cañones de veinticuatro libras, dos morteros de diez pulgadas y dos de seis. En total, veintidós piezas de artillería.
Los días siguientes se intensificó el fuego, cayendo cada día unas mil quinientas balas de grueso calibre y otras tantas bombas y granadas de los obuses y morteros. Con el incesante cañoneo, las brechas fueron acrecentándose y los víveres y el agua empezaron a escasear. En medio de esta desesperada situación y tras 32 días de sitio, la mañana del 25 de octubre los defensores de Sagunto vieron retornar de Valencia al ejército español comandado por el general Blake. Ese día se libró la célebre batalla de Sagunto, con funesto resultado para los españoles.

## La batalla

### Preparativos para la batalla
El ejército español llegó a reunir 25 300 hombres procedentes del 2.º, 3.er y 4.º ejércitos, todos bajo las órdenes del general Joaquín Blake. Blake estaba al mando del 2.º ejército, con base en Valencia, el teniente general Nicolás de Mahy y Romo al frente del 3.er ejército, procedente de Murcia, y el mariscal de campo Lardizábal al frente del cuerpo de expedicionarios del 4.º ejército.
La defensa de Sagunto hizo que Suchet perdiera más tiempo del previsto en tomar la villa y permitió a Blake reunir su ejército y esperar a Lardizábal y a Mahy. Mahy salió de Murcia y pasó por Cuenca antes de dirigirse a Valencia. El 23 de octubre llegó a Liria (a unos 30 km al norte de Valencia y a 30 km de Sagunto). El resto del ejército español aguardaba acampado en las proximidades de Valencia.
El 24 de octubre, tras la señal de tres cañonazos, salió la totalidad del ejército español a las órdenes de Blake desde Valencia hacia Sagunto, con el fin de encontrarse con Suchet. La misma noche del 24 situó Blake su cuartel general en El Puig, a 10 km de Sagunto. El mariscal de campo José Zayas tardó más de lo previsto en llegar a El Puig debido a las dificultades de atravesar el terreno con su artillería. Al oeste acampó Juan Caro, con tres secciones de caballería, entre El Puig y la Cartuja de Ara Christi. Más al este, Lardizábal se estableció en la Cartuja con tres mil hombres. Todas estas fuerzas constituían el ala derecha del ataque español.
Por el este, en el mar, una corbeta inglesa de dieciocho cañones y siete cañoneros españoles cerraban el flanco derecho de los españoles.

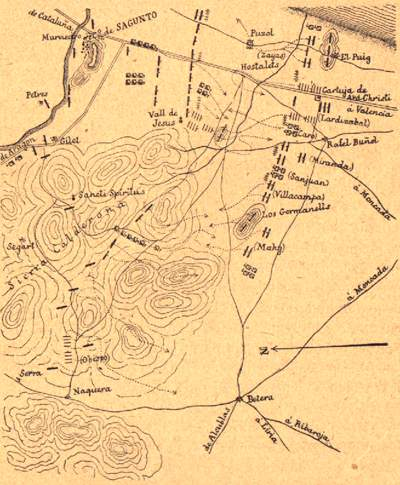
Representación de la batalla

En el ala izquierda, Mahy y su 3.er ejército, posicionados en las proximidades de Liria, se adelantaron hasta las cercanías de Rafelbuñol. El general Carlos O’Donell, se situó tras dos pequeños cerros llamados Els Germanells con unos tres mil hombres. El General Miranda se estableció con su división de cuatro mil trescientos soldados entre Els Germanells y el pueblo de Rafelbuñol. Por detrás de O’Donell, a un kilómetro de su retaguardia, acampó el teniente general Mahy con su cuerpo de reserva, compuesto por unos cinco mil hombres más. El mariscal de campo José Obispo, con alrededor de cuatro mil hombres bajo su mando, debía aguardar en Náquera; la víspera de la batalla no se sabía nada del lugar en el que estaba acampado. Debía ser Obispo quien abriera el fuego la mañana del 25 y ocupara los territorios controlados por los franceses en la Sierra Calderona.
Esa noche, en el cuartel general de Blake, se reunieron los oficiales y recibieron cada uno las órdenes pertinentes y las horas a las que debían romper el fuego.
Mientras tanto, Suchet continuaba con su asedio a la ciudad de Sagunto, ignorante de los movimientos que se estaban produciendo. Cerca de la media noche, alertado por un confidente suyo vecino de El Puig, Suchet dio la voz de alarma mediante 3 grandes hogueras y decidió esperar a los españoles, listos para enfrentarse al amanecer. Situó sus fuerzas en línea entre La Vall de Jesús y el mar (al sur de Sagunto, cerca de Puzol).
En su ala izquierda, cerca del mar, situó al general Habert, con tres mil soldados, incluidos dos escuadrones de dragones. A su derecha, en La Vall de Jesús, cerca de las montañas, se encontraba el general de división Harispe, con tres escuadrones de húsares en su vanguardia. Entre ambos situó la artillería. Por detrás de los cuatro mil soldados de la división de Harispe se situó el general de división Palombini con cuatro batallones de italianos. Entre Harispe y los italianos de Palombini, tres escuadrones de coraceros al mando del general Boussart. En total, los hombres situados en La Vall de Jesús sumaban unos diez mil.
El general de brigada Robert recibió la orden de defender a ultranza el desfiladero de Bétera a Santo Espíritu. Suchet lo consideraba de suma importancia. Para ello contaba con ocho batallones y un regimiento de dragones, incluida la ayuda del general Chłopicki y su 44.º regimiento. Los napolitanos a las órdenes del teniente general Compere que se encontraban en Segorbe, bajaron para situarse entre Petrés y Gilet para proteger así el flanco derecho francés y tener controlado el camino a Segorbe.
Por último, Suchet ordenó la continuación del asedio a Sagunto, y dejó seis batallones apoyando a las baterías sitiadoras, las cuales no dejarían de castigar el castillo saguntino.

### El campo de batalla
Históricamente se ha atribuido al ala derecha española la misión de un encuentro frontal con el grueso del ejército francés en la zona de La Vall de Jesús, por el Camino Real de Valencia, para después flanquearlos por la playa y llegar hasta Sagunto. Sin embargo, Blake plantea el ataque con su ala izquierda como vanguardia, pensando que Suchet atacará por su derecha, por el camino de Bétera, buscando proteger su retaguardia con la Sierra Calderona y aprovechando lo despejado del terreno para que maniobre su caballería.
Blake sitúa lo mejor de su ejército, la división de Miranda, en el flanco derecho del ala izquierda. Este flanco derecho, al mando del mariscal de campo Carlos O’Donell debía avanzar en oblicuo por el camino de Liria hasta embestir a los franceses. El total del ala izquierda sumaba dieciséis mil hombres, de los cuales mil setecientos eran de caballería, y catorce piezas de artillería. El ala derecha española debía apoyar los movimientos de O’Donell.
Suchet piensa, equivocadamente, que el grueso del ataque español sería por la izquierda francesa, siguiendo el Camino Real de Valencia. Decide pues enviar al general Harispe por la derecha, protegiéndose las espaldas con las montañas, por el camino de Liria. El grueso de las fuerzas aguantaría la embestida española en La Vall de Jesús y Harispe bajaría hacia la playa para cortar la retirada de los españoles hacia Valencia.

### La batalla

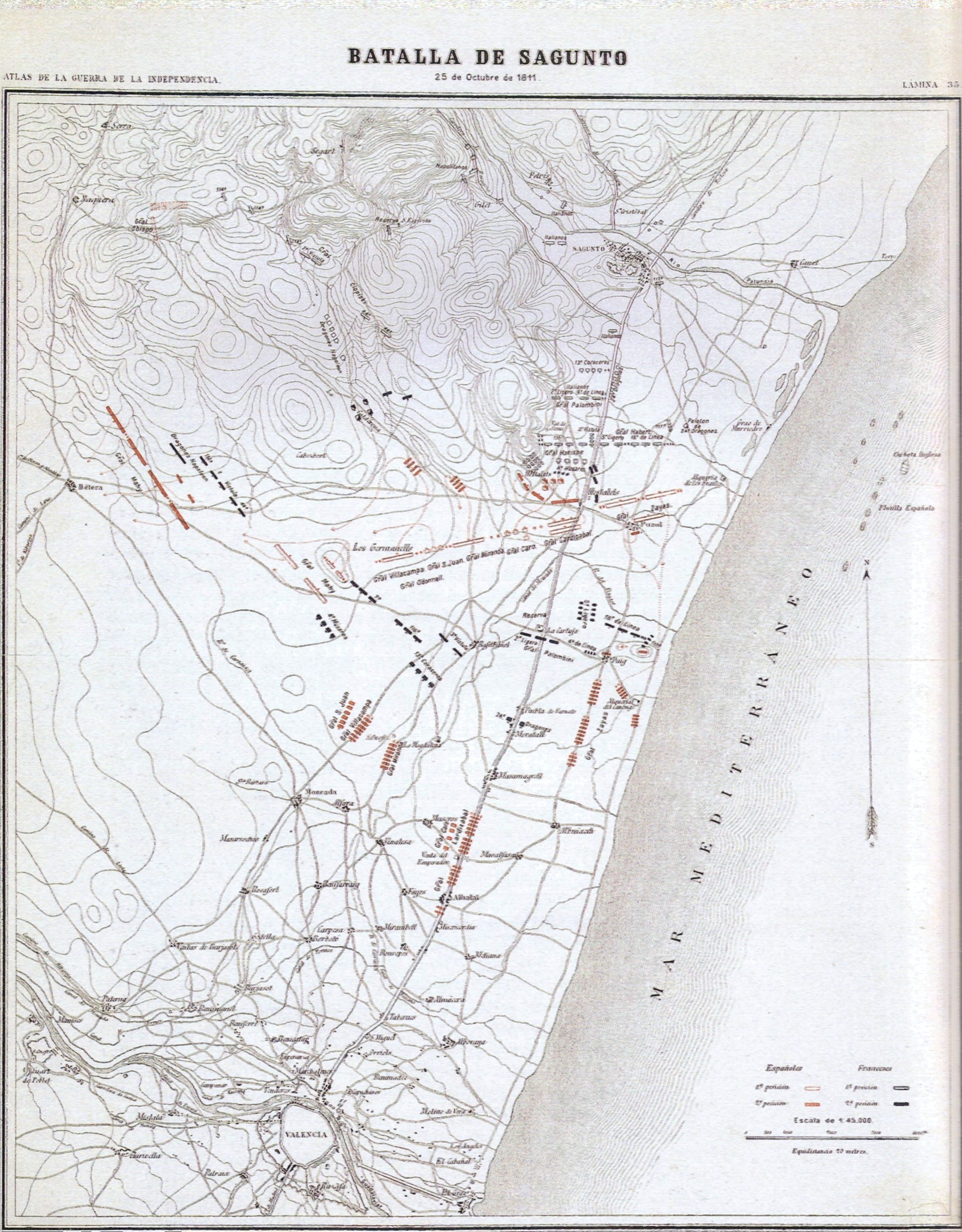
Batalla de Sagunto. Atlas de la guerra de la independencia. José Gómez de Arteche

A las ocho de la mañana comenzó la batalla. El campo de batalla estaba plagado de garrobales, olivares y moreras con sus correspondientes acequias, cercas y vallados. Esto dificultaba el avance en línea contigua de las tropas, así como el seguimiento de la batalla por parte del general Blake desde El Puig.
Lardizábal avanzaba en dos columnas. Una por el Camino Real de Valencia hacia los Hostalets, y otra hacia un cerro junto a La Vall de Jesús. Zayas trataba de cerrar el flanco derecho por la costa. Suchet había divisado el cerro hacia el que se dirigía Lardizábal y mandó hacia allí al general Harispe con los húsares. Demasiado tarde. Lardizábal se había apoderado del cerro y había plantado allí su artillería.
Los primeros movimientos dieron confianza al ejército español. Suchet no había visto nunca a las columnas españolas avanzar así por campo abierto. Desde las murallas de Sagunto, los sitiados, ante tal espectáculo, confiaban en el éxito de los españoles y veían próxima su liberación. Mientras tanto, las baterías de brecha de los sitiadores continuaban con el asedio, indiferentes a lo que ocurría en el campo de batalla.
Suchet, ante la importancia del cerro en posesión de los españoles, ordenó tomarlo. La división de Harispe se posicionó, con los generales ubicados a las cabezas de las columnas. Los franceses subieron a ritmo decidido y sin disparar. Una vez en la cumbre, se libró un sangriento enfrentamiento que terminó a bayonetazos. El general Paris fue herido gravemente, así como 2 edecanes. El caballo de Harispe fue muerto, a pesar de lo cual Harispe tomó el cerro para los franceses, haciendo retroceder a los españoles.
Esto no influyó en el ala derecha española, que comenzaba a abrazar el lado izquierdo francés acercándose a Sagunto. Por la izquierda, Villacampa también obtenía ventaja atacando a Chłopicki y, el centro español, de momento se mantenía firme.
Suchet vio el esfuerzo de las dos alas del ejército de Blake y decidió aprovecharlo para debilitar su centro y romperlo. El mariscal ordenó al general Palombini, que se encontraba en 2.ª línea, avanzar para atacar el centro español. Los coraceros se mantenían en reserva.
El mariscal de campo Lardizábal decidió contraatacar para recuperar el cerro perdido después de que su caballería, al mando del general Caro, hubiera arrollado al 4.º regimiento de húsares y capturado los cañones de los franceses.
En este momento, Suchet decidió mover a los coraceros al mando del general Boussart. Según escribió en sus memorias, fue mientras se encontraba arengándoles que lo hirieron de un balazo en un hombro.
Los franceses comenzaron a ganar posiciones y recuperaron las piezas de artillería capturadas por los españoles. Son heridos y hechos prisioneros los generales españoles Casimiro Loy y  Juan Caro.
Por la izquierda también comenzaron a cambiar las cosas. O’Donell mandó a Villacampa a reforzar a Obispo contra el francés Robert, y mandó a Miranda al encuentro de Chłopicki en dirección paralela a los franceses. Esto no gustó a Miranda, pues se exponía a que los franceses lo atacaran por su flanco, como así fue. O’Donell y Villacampa trataron, sin éxito, de ayudarlo.
Los franceses atacaron por el centro, rompiendo en dos al ejército español. Por la derecha, Zayas se retiró cuando vio roto el centro español. Chłopicki atacó la izquierda española y Harispe, viniendo desde el centro, arremetió contra la división de reserva del general Mahy, que había acudido con retraso a contener la cometida de los franceses. El ala izquierda española también fue vencida. Harbert tomó Puzol y los españoles abandonaron el pueblo, dejando cantidad de prisioneros tras su huida.
El resultado de la batalla fue, por parte de los españoles, de 1000 muertos y heridos, y 4681 prisioneros, de los cuales dos eran generales. También les fueron capturados 4200 fusiles, 12 piezas de artillería y cuatro banderas. Las bajas francesas fueron de 1280 muertos y 596 heridos.

## Rendición de Sagunto

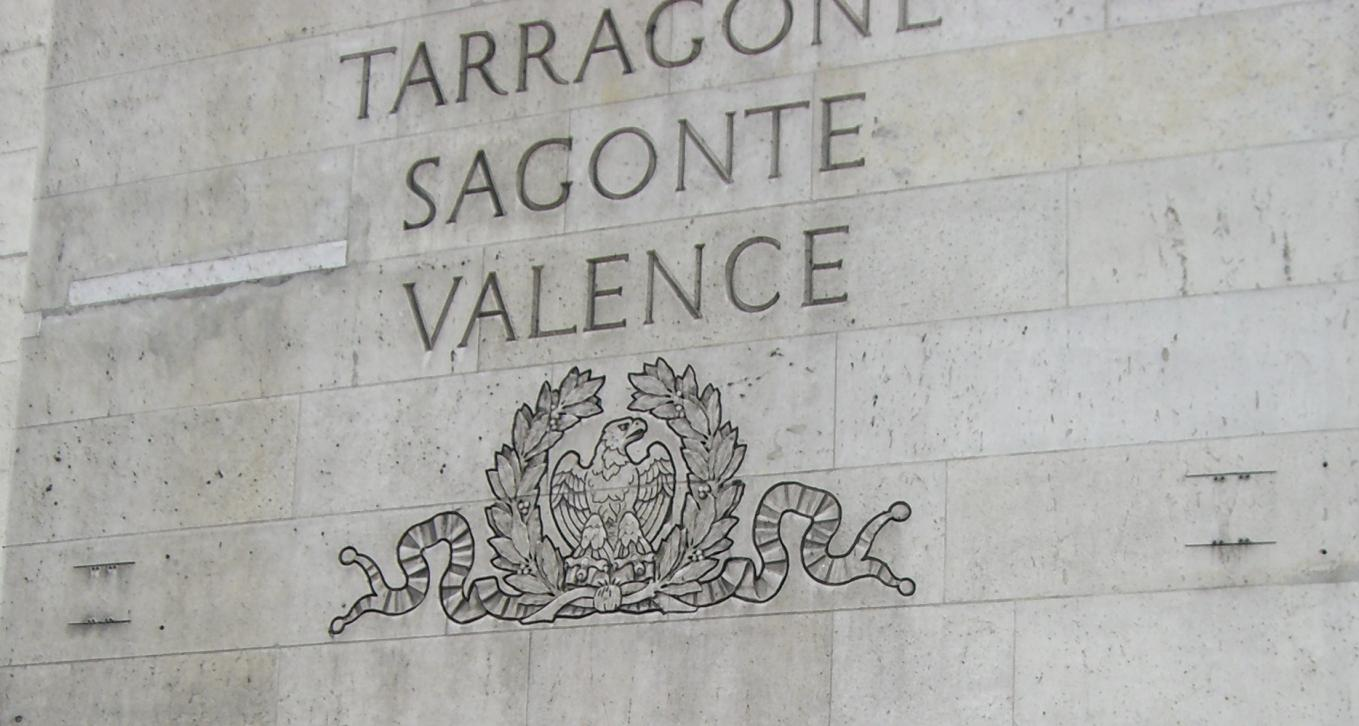
Muros del Arco de Triunfo de París

Al día siguiente de la batalla, el 26 de octubre por la mañana, la artillería francesa continuó asediando Sagunto y ensanchó la brecha lo suficiente como para que “muchos hombres de frente” pudieran montar el asalto.
Suchet aprovechó el abatimiento de los españoles tras el resultado de la batalla para escribir al gobernador de la plaza, Andriani, ofreciéndole la rendición y anunciándole la derrota de Blake y la imposibilidad de que este volviera a rescatarle. Le mostró las banderas capturadas, los cañones y los prisioneros.
Andriani aceptó la rendición, firmándose a las nueve de la noche del día 26 de octubre. Con la luz de la luna comenzaron a salir los 2571 hombres que quedaban en el fuerte. Los batallones salieron formados por la brecha abierta, con la bayoneta armada y las banderas desplegadas, deponiendo las armas al pie de la brecha.
Así, tras 34 días, acabó el sitio de Sagunto y continuó la marcha de Suchet hacia Valencia, su siguiente objetivo.

## Enlaces relacionados
- Guerra de la Independencia de España
- España durante la Guerra de Independencia Española
- España napoleónica